# Remo nos Jogos Olímpicos de Verão de 1980
O remo nos Jogos Olímpicos de Verão de 1980 foi realizado em Moscou, na Rússia, entre os dias 20 e 27 de julho. A equipe da Alemanha Oriental dominou o quadro de medalhas nos quatorze eventos disputados, sendo oito masculinos e seis femininos. 

## Eventos do remo
Masculino: Skiff simples | Skiff duplo | Skiff quádruplo | Dois sem | Dois com | Quatro sem | Quatro com | Oito com

Feminino: Skiff simples | Skiff duplo | Skiff quádruplo com timoneira | Dois sem | Quatro com | Oito com

## Masculino

### Skiff simples masculino
| Pos. | País                    | Atletas          | Tempo   |
| ---- | ----------------------- | ---------------- | ------- |
|      | Finlândia (FIN)         | Pertti Karppinen | 7:09.61 |
|      | União Soviética (URS)   | Vasily Yakusha   | 7:11.66 |
|      | Alemanha Oriental (GDR) | Peter Kersten    | 7:14.88 |

### Skiff duplo masculino
| Pos. | País                    | Atletas                          | Tempo   |
| ---- | ----------------------- | -------------------------------- | ------- |
|      | Alemanha Oriental (GDR) | Joachim Dreifke Klaus Kröppelien | 6:24.33 |
|      | Iugoslávia (YUG)        | Zoran Pančić Milorad Stanulov    | 6:26.34 |
|      | Checoslováquia (TCH)    | Zdeněk Pecka Václav Vochoska     | 6:29.07 |

### Skiff quádruplo masculino
| Pos. | País                    | Atletas                                                        | Tempo   |
| ---- | ----------------------- | -------------------------------------------------------------- | ------- |
|      | Alemanha Oriental (GDR) | Frank Dundr Karsten Bunk Uwe Heppner Martin Winter             | 5:49.81 |
|      | União Soviética (URS)   | Yuri Shapochka Yevgeny Barbakov Valery Kleshnev Nikolai Dovgan | 5:51.47 |
|      | Bulgária (BUL)          | Mintcho Nikolov Lubomir Petrov Ivo Roussev Bogdan Dobrev       | 5:52.38 |

### Dois sem masculino
| Pos. | País                    | Atletas                           | Tempo   |
| ---- | ----------------------- | --------------------------------- | ------- |
|      | Alemanha Oriental (GDR) | Bernd Landvoigt Jörg Landvoigt    | 6:48.01 |
|      | União Soviética (URS)   | Yuri Pimenov Nikolai Pimenov      | 6:50.50 |
|      | Grã-Bretanha (GBR)      | Charles Wiggin Malcolm Carmichael | 6:51.47 |

### Dois com masculino
| Pos. | País                    | Atletas                                                      | Tempo   |
| ---- | ----------------------- | ------------------------------------------------------------ | ------- |
|      | Alemanha Oriental (GDR) | Harald Jährling Friedrich Ulrich Georg Spohr (tim.)          | 7:02.54 |
|      | União Soviética (URS)   | Vitor Pereverzev Gennady Kryuchkin Aleksandr Lukyanov (tim.) | 7:03.35 |
|      | Iugoslávia (YUG)        | Duško Mrduljaš Zlatko Celent Josip Reić (tim.)               | 7:04.92 |

### Quatro sem masculino
| Pos. | País                    | Atletas                                                          | Tempo   |
| ---- | ----------------------- | ---------------------------------------------------------------- | ------- |
|      | Alemanha Oriental (GDR) | Siegfried Brietzke Andreas Decker Stefan Semmler Jurgen Thiele   | 6:08.17 |
|      | União Soviética (URS)   | Aleksei Kamkin Valery Dolinin Aleksandr Kulagin Vitaly Yeliseyev | 6:11.81 |
|      | Grã-Bretanha (GBR)      | John Beattie Ian Monuff David Townsend Martin Cross              | 6:16.58 |

### Quatro com masculino
| Pos. | País                    | Atletas                                                                                    | Tempo   |
| ---- | ----------------------- | ------------------------------------------------------------------------------------------ | ------- |
|      | Alemanha Oriental (GDR) | Dieter Wendisch Ullrich Dießner Walter Dießner Gottfried Döhn Andreas Gregor (tim.)        | 6:14.51 |
|      | União Soviética (URS)   | Artur Garonskis Dimant Krishianis Dzintars Krishianis Zhorzh Tikmers Yuris Berzynsh (tim.) | 6:19.05 |
|      | Polônia (POL)           | Grzegorz Stellak Adam Tomasiak Grzegorz Nowak Ryszard Stadniuk Ryszard Kubiak (tim.)       | 6:22.52 |

### Oito com masculino
| Pos. | País                    | Atletas | Tempo   |
| ---- | ----------------------- | --- | ------- |
|      | Alemanha Oriental (GDR) | Bernd Krauß Hans-Peter Koppe Ulrich Kons Jörg Friedrich Jens Doberschütz Ulrich Karnatz Uwe Dühring Berno Höing Klaus-Dieter Ludwig (tim.)                      | 5:49.05 |
|      | Grã-Bretanha (GBR)      | Duncan McDougall Allan Whitwell Henry Clay Chris Mahoney Andrew Justice John Pritchard Malcolm McGowan Richard Stanhope Colin Moynihan (tim.)                   | 5:51.92 |
|      | União Soviética (URS)   | Vitor Kokdshin Andrei Tishchenko Aleksandr Tkachenko Jonas Pintskus Jonas Normantas Andrei Lugin Aleksandr Mantsevich Igor Maistrenko Grigory Dmitrienko (tim.) | 5:52.66 |

## Feminino

### Skiff simples feminino
| Pos. | País                    | Atletas          | Tempo   |
| ---- | ----------------------- | ---------------- | ------- |
|      | Romênia (ROM)           | Sanda Toma       | 3:40.69 |
|      | União Soviética (URS)   | Antonina Makhina | 3:41.65 |
|      | Alemanha Oriental (GDR) | Martina Schröter | 3:43.54 |

### Skiff duplo feminino
| Pos. | País                    | Atletas                         | Tempo   |
| ---- | ----------------------- | ------------------------------- | ------- |
|      | União Soviética (URS)   | Yelena Khloptseva Larisa Popova | 3:16.27 |
|      | Alemanha Oriental (GDR) | Cornelia Linse Heidi Westphal   | 3:17.63 |
|      | Romênia (ROM)           | Olga Homeghi Valeria Roşca      | 3:18.91 |

### Skiff quádruplo com timoneira feminino
| Pos. | País                    | Atletas                                                                                          | Tempo   |
| ---- | ----------------------- | ------------------------------------------------------------------------------------------------ | ------- |
|      | Alemanha Oriental (GDR) | Subille Reinhardt Jutta Ploch Jutta Lau Roswietha Zobelt Liane Buhr (tim.)                       | 3:15.32 |
|      | União Soviética (URS)   | Antonina Pustovit Yelena Matievskaya Olga Vasilchenko Nadezhda Lyubimova Nina Cheremisina (tim.) | 3:15.73 |
|      | Bulgária (BUL)          | Mariana Serbezova Roumeliana Bontcheva Doloress Nakova Anka Bakova Anka Gheorghieva (tim.)       | 3:16.10 |

### Dois sem feminino
| Pos. | País                    | Atletas                                 | Tempo   |
| ---- | ----------------------- | --------------------------------------- | ------- |
|      | Alemanha Oriental (GDR) | Ute Steindorf Cornelia Klier            | 3:30.49 |
|      | Polônia (POL)           | Małgorzata Dlużewska Czesława Kociańska | 3:30.95 |
|      | Bulgária (BUL)          | Siika Barboulova Stoyanka Kubatova      | 3:32.39 |

### Quatro com feminino
| Pos. | País                    | Atletas                                                                                      | Tempo   |
| ---- | ----------------------- | -------------------------------------------------------------------------------------------- | ------- |
|      | Alemanha Oriental (GDR) | Ramona Kapheim Silvia Fröhlich Angelika Noack Romy Saalfeld Kirsten Wenzel (tim.)            | 3:19.27 |
|      | Bulgária (BUL)          | Ginka Gurova Mariika Modeva Rita Todorova Iskra Velinova Nadejda Filipova (tim.)             | 3:20.75 |
|      | União Soviética (URS)   | Maria Fadeyeva Galina Sovetnikova Marina Studneva Svetlana Semyonova Nina Cheremisina (tim.) | 3:49.38 |

### Oito com feminino
| Pos. | País                    | Atletas | Tempo   |
| ---- | ----------------------- | --- | ------- |
|      | Alemanha Oriental (GDR) | Martina Boesler Kersten Neisser Christiane Köpke Birgit Schütz Gabriele Kühn Ilona Richter Marita Sandig Karin Metze Marina Wilke (tim.)                     | 3:03.32 |
|      | União Soviética (URS)   | Olga Pivovarova Nina Umanets Nadezhda Prishchepa Valentina Zhulina Tatyana Stetsenko Yelena Tereshina Nina Preobrazhenskaya Maria Pazyun Nina Frolova (tim.) | 3:04.29 |
|      | Romênia (ROM)           | Angelica Aposteanu Marlena Zagoni Rodica Frîntu Florica Bucur Rodica Puscatu Ana Iliuţă Maria Constantinescu Elena Bondar Elena Dobriţoiu (tim.)             | 3:05.63 |

## Quadro de medalhas do remo
| Ordem | País                  | Medalha de ouro | Medalha de prata | Medalha de bronze | Total |
| ----- | --------------------- | --------------- | ---------------- | ----------------- | ----- |
| 1     | GDR Alemanha Oriental | 11              | 1                | 2                 | 14    |
| 2     | URS União Soviética   | 1               | 9                | 2                 | 12    |
| 3     | ROM Romênia           | 1               | 0                | 2                 | 3     |
| 4     | FIN Finlândia         | 1               | 0                | 0                 | 1     |
| 5     | BUL Bulgária          | 0               | 1                | 3                 | 4     |
| 6     | GBR Grã-Bretanha      | 0               | 1                | 2                 | 3     |
| 7     | YUG Iugoslávia        | 0               | 1                | 1                 | 2     |
| 7     | POL Polônia           | 0               | 1                | 1                 | 2     |
| 9     | TCH Checoslováquia    | 0               | 0                | 1                 | 1     |